# Dan T. Carter
Dan T. Carter est un historien américain, né le 17 juin 1940.

## Biographie
Dan Carter est diplômé de l'Université de Caroline du Sud, de l'Université du Wisconsin et de l'Université de Caroline du Nord à Chapel Hill, avec un doctorat en 1967. Il enseigne à l'Université du Maryland et à l'Université du Wisconsin. Il est professeur Kenan à l'Université Emory et professeur à la Fondation éducative à l'Université de Caroline du Sud, prenant sa retraite en 2007. En 2009, il est professeur de recherche Dow au Roosevelt Center de Middelburg, aux Pays-Bas. Il a été président de la Southern Historical Association.
Dans son article de 1991 pour le New York Times, « The Transformation of a Klansman », concernant la véritable identité de l'auteur Asa Earl Carter (qui a écrit sous le nom de Forrest Carter), Carter suggère que leur héritage sudiste commun pourrait faire des deux hommes des cousins éloignés ; cette suggestion est ensuite présentée comme un fait dans des publications ultérieures,.
Il reçoit le Prix Bancroft en 1970

## Travaux
- "Partie 1 : Qu'aurait dit M. Gingrich ?", The Journal for Multi-Media History, 1999
- Historians and race: autobiography and the writing of history, Indiana University Press, 1996 (ISBN 978-0-253-21101-9, lire en ligne ), « Reflections of a Reconstructed White Southerner », 33
- Scottsboro: a Tragedy of the American South, LSU Press, 1979 (ISBN 978-0-8071-0498-9, lire en ligne)
- When the War Was Over: the Failure of Self-Reconstruction in the South, 1865-1867, LSU Press, 1985 (ISBN 978-0-8071-1204-5, lire en ligne)
- The Politics of Rage: George Wallace, the Origins of the New Conservatism, and the Transformation of American Politics, LSU Press, 2000 (ISBN 978-0-8071-2597-7, lire en ligne)
- From George Wallace to Newt Gingrich: Race in the Conservative Counterrevolution, 1963-1994, LSU Press, 1999 (ISBN 978-0-8071-2366-9, lire en ligne)